# Papieska Rada ds. Rodziny
Papieska Rada ds. Rodziny (łac. Pontificium Consilium pro Familia) – dawna dykasteria Kurii Rzymskiej. Zadaniem Rady było sprawowanie opieki nad pastoralnymi aspektami dotyczącymi rodziny. Rada zajmowała się szczególnie: teologią i katechezą rodziny, duchowością małżeńską i rodzinną, prawami rodziny i dziecka, formacją świeckich odpowiedzialnych za duszpasterstwo rodzin oraz kursami przedmałżeńskimi.
Ponadto od 1994 Rada organizowała Światowe Spotkania Rodzin. Spotkania takie odbyły się do tej pory w Rzymie (1994 i 2000), w Rio de Janeiro (1997), w Walencji (2003), w Mieście Meksyku (2009), w Mediolanie w 2012 i w 2015 w Filadelfii.

## Historia
Radę powołał do życia Jan Paweł II w 1981 na mocy motu proprio Familia a Deo Instituta. Powstała z Komitetu ds. Rodziny, który utworzył Paweł VI w 1973.

Zgodnie z motu proprio papieża Franciszka 1 września 2016 roku weszła w skład powstającej Dykasterii ds. Świeckich, Rodziny i Życia.

## Poprzedni przewodniczący Rady
- James Knox (1981-1983)
- Edouard Gagnon (1983-1990)
- Alfonso López Trujillo (1990-2008)
- Ennio Antonelli (2008-2012)
- Vincenzo Paglia (2012-2016)